# Gazi Husrev-begova džamija
Gazi Husrev-begova džamija (znana kao Begova džamija), središnja je džamija Rijaseta Islamske zajednice u Bosni i Hercegovini, te jedna od od najvažnijih džamija u Bosni i Hercegovini i na Balkanu. Jedna je od tri najznačajnije džamije u Bosni i Hercegovini, uz Ferhadiju u Banjoj Luci i Aladžu džamiju u Foči.

## Povijest
Gazi Husrev-begovu džamiju je 1530. godine sagradio arhitekt Ajem Esir Ali pod pokroviteljstvom Gazi Husrev-bega, koji je također financirao istovjetnu džamiju (Hüsreviye džamija) u Alepu (Sirija) između 1531. i 1534. godine. Džamija se nalazi u središtu Baščaršije, između ulica Sarači, Ćurčiluk veliki, Čizmedžiluk i Mudželiti veliki. Za razliku od današnjeg izgleda, u vrijeme gradnje na džamiji nije postojala bijela fasada na vanjskim zidovima, bio je samo kamen. Osmanlije nisu stavljale fasade sve do polovine 19. stoljeća. U 16. stoljeću, kad je izgrađena, Begova džamija je predstavljala građevinu od izuzetne važnosti za budući urbani razvoj Sarajeva, ali i za to da Sarajevo dobije status šehera - grada.
Gazi Husrev-begova džamija je okružena brojnim dućanima, a u blizini se nalazi i čuvena Sahat-kula, jedina sahat-kula u svijetu koja mjeri lunarno, "a la turca" vrijeme, usklađeno prema vremenu pet dnevnih namaza (islamskih molitvi). U sklopu džamije se također nalazi šadrvan, abdesthana, kamena ograda te nekoliko turbeta. Nedaleko džamije je i medresa koja se također cijeni kao dio kompleksa. U dvorištu džamije, nalaze se i dva turbeta, u kojima su ukopani Gazi Husrev-beg i njegov do smrti vjerni prijatelj Murat-beg Tardić.
Gazi Husrev-begova džamija, po svojoj konstrukciji, obliku i dimenzijama, pedstavlja djelo od posebnog interesa za izučavanje osmanskog graditeljstva na prostoru Balkana. Džamija ima složeno arhitektonsko rješenje. Frontalnim dijelom džamije dominiraju teški, mramorni stupovi na koje se oslanjaju lukovi džamijskog trijema. Oni dijele trijem na pet kvadratnih polja, od kojih je svako presvođeno kubetom. Glavni ulaz u džamiju je izvanredno dekoriran krasno stilizovanim arabeskama, ornamentikom, pozlatom i mramorom. U prednjem dijelu, na samoj sredini zida, nalazi se mihrab, mjesto odakle imam predvodi molitvu. Desno od njega je mimber, kojeg također koristi imam, tijekom džuma-namaza, molitve petkom ili bajram-namaza. S desne strane glavnog ulaza je mahfil (galerija), predviđen za mujezina, koji pomaže imamu tijekom vođenja molitve. Džamija ima ukupno 51 prozor, a prema gore se pruža pogled na lijepo ukrašenu kupolu. Na ovoj džamiji četvrtastog oblika s kupolom visine 26 m, izraženo je isto shvaćanje unutarnjeg prostora i vanjskih volumena kao u najljepšim primjerima osmanske arhitekture. Unutrašnjost se sastoji od kvadratnog dijela nadsvođenog kupolom koja počiva na masivnom tamburu. Ispred ulaza je trijem s pet niskih kupola, a s desna i lijeva nalaze se dvije srednje kupole, dok je straga jedna polukupola. Interesantno je da glavno kube Begove džamije promjerom i visinom, prema centralnom kubetu Aja Sofije u Istanbulu, također stoji u približnom odnosu 1:2. Gazi Husrev-begova džamija jedna od posljednjih koja je izgrađena u ranocarigradskom stilu, što je samo jedan od razloga zbog čega je ona najznačajniji objekt osmanske arhitekture izvan današnje Republike Turske. Za Gazi Husrev-begovu džamiju se također zna da je prva džamija u svijetu koja je dobila električno osvjetljenje 1898. godine.
Nekada je u dvorištu džamije postojala i muvekithana (opservatorij) u kojoj se na osnovu preciznih tehnika i instrumenata određivalo točno vrijeme molitvi. U njoj su radili muvekiti koji su morali odično poznavati matematiku, astrologiju i astronomiju. Danas je na tom istom mjestu, u spomen na sarajevske muvekite, postavljen zaslon, koji očitava vrijeme molitve po srednjeeuropskom vremenu. Već punih pet stoljeća tijekom svakog dana mjeseca ramazana vjernici nakon ikindije  (poslijepodnevnog namaza) uče dovu (molitvu) Gazi Husrev-begu na njegovom turbetu.
Za vrijeme opsade Sarajeva, srpske snage su namjerno ciljale centre gradske kulture, kao što su muzeji, knjižnice i džamije. Kako je Begova džamija najveća u gradu, bila je očita meta. Begova džamija je pogođena s više od 100 minobacačkih i topovskih projektila. Renovirana je 1996. uz pomoć Saudijske Arabije. Profesor Michael A. Sells s Haverford Collegea je optužio renovatore (koji su sredstva većinom dobili iz Saudijske Arabije) da su je učinili isuviše vehabijskom; Prije rekonstrukcije, unutrašnjost je bila više dekorirana, dok je sada potpuno bijela; većina detalja, obrtničkih ukrasa i boja je potpuno ispušteno. Potpuna restauracija i preslikavanje džamije započelo je 2000. i većinom je djelo bosanskohercegovačkog kaligrafa Hazima Numanagića.
Kada je riječ o specifičnostima Begove džamije, osim pet dnevnih namaza, tu su i dodatni ibadeti koje je Gazi Husrev-beg propisao. To je hatma (učenje kompletnog Kur'ana), koja se uči iza podne namaza, svaki dan, tako što 30 džuzhana (učača džuza) istovremeno prouči svaki svoj džuz (30-ti dio Kur’ana od 20 stranica) i zajednički predaju hatma-dovu pred dušu Gazi Husrev-bega. Istovremeno se uči i tevhid.
Gazi Husrev-begovu džamiju posjetili su brojni državnici iz različitih dijelova svijeta; austrougarski car Franjo Josip I., koji je u Bosni boravio 1910. godine. Posjetili su je i indonezijski predsjednik Sukarno 1954. godine, zatim predsjednik Tunisa Habib Bourguiba, predsjednik Egipta Gamal Abdel Naser, te iranski šah Mohammed Reza Pahlavi 1960. i 1971. godine.
U haremu (dvorištu) džamije ukopani su i brojni bošnjački prvaci, među kojima su i reis-ul-ulema Mehmed Džemaluddin ef. Čaušević, političar dr. Mehmed Spaho, reformator Ali-beg Firdus, pjesnik Safvet-beg Bašagić...

## Vanjske poveznice
- Gazi Husrev-begova džamija